# Liste der Bodendenkmäler in Rott (Landkreis Landsberg am Lech)
Auf dieser Seite sind die Bodendenkmäler in der oberbayerischen Gemeinde Rott zusammengestellt. Diese Tabelle ist eine Teilliste der Liste der Bodendenkmäler in Bayern. Grundlage ist die Bayerische Denkmalliste, die auf Basis des Bayerischen Denkmalschutzgesetzes vom 1. Oktober 1973 erstmals erstellt wurde und seither durch das Bayerische Landesamt für Denkmalpflege geführt wird. Die folgenden Angaben ersetzen nicht die rechtsverbindliche Auskunft der Denkmalschutzbehörde.

## Bodendenkmäler der Gemeinde Rott

### Bodendenkmäler in der Gemarkung Haid
| Lage            | Objekt                                                                  | Akten-Nr.     | Bild |
| --------------- | ----------------------------------------------------------------------- | ------------- | ---- |
| Haid (Standort) | Straße der römischen Kaiserzeit (Teilstück der Trasse Gauting-Kempten). | D-1-8032-0131 |      |

### Bodendenkmäler in der Gemarkung Reichling
| Lage                 | Objekt                                                                  | Akten-Nr.     | Bild |
| -------------------- | ----------------------------------------------------------------------- | ------------- | ---- |
| Reichling (Standort) | Grabhügel mit Bestattungen der Hallstattzeit. Siehe auch: Hallstattzeit | D-1-8031-0092 |      |

### Bodendenkmäler in der Gemarkung Rott
| Lage                                  | Objekt | Akten-Nr.     | Bild           |
| ------------------------------------- | --- | ------------- | -------------- |
| Rott (Standort)                       | Ringwall des frühen Mittelalters (Kalvarienberg bzw. Eichberg). | D-1-8031-0045 |                |
| Rott (Standort)                       | Verebnete Grabhügel vorgeschichtlicher Zeitstellung. | D-1-8031-0046 |                |
| Rott (Standort)                       | Verebnete Grabhügel vorgeschichtlicher Zeitstellung. | D-1-8031-0047 |                |
| Rott (Standort)                       | Siedlung vor- und frühgeschichtlicher Zeitstellung. | D-1-8031-0114 |                |
| Rott Weilheimer Straße 2 (Standort)   | Untertägige mittelalterliche und frühneuzeitliche Befunde im Bereich der Alten Katholischen Pfarrkirche St. Johannes d. Täufer in Rott und ihres Vorgängerbaus. Siehe auch: St. Johannes der Täufer (Rott) | D-1-8031-0116 | weitere Bilder |
| Rott Landsberger Straße 32 (Standort) | Untertägige spätmittelalterliche und frühneuzeitliche Befunde im Bereich der Katholischen Kapelle St. Ottilia in Rott. Siehe auch: St. Ottilia (Rott)                                                      | D-1-8031-0117 | weitere Bilder |
| Rott (Standort)                       | Straße der römischen Kaiserzeit (Teilstück der Trasse Gauting-Kempten). | D-1-8031-0127 |                |
| Rott (Standort)                       | Siedlung vor- und frühgeschichtlicher Zeitstellung. | D-1-8031-0128 |                |
| Rott (Standort)                       | Straße der römischen Kaiserzeit (Teilstück der Trasse Gauting-Kempten). | D-1-8032-0130 |                |
| Rott (Standort)                       | Ringwall vor- und frühgeschichtlicher Zeitstellung. | D-1-8032-0167 |                |
| Rott (Standort)                       | Abgegangene Kirche des Mittelalters und der frühen Neuzeit mit aufgelassenem Friedhof (St. Virgil in Ried).                                                                                                | D-1-8131-0014 |                |